# Geórgios Kaḯsas
Geórgios Kaḯsas (grec moderne : Γεώργιος Καΐσας), né le 14 décembre 1946 à Ellinochóri en Grèce, est un homme politique grec.

## Biographie
Aux élections législatives grecques de janvier 2015, il est élu député au Parlement grec sur la liste de la SYRIZA dans la circonscription de l'Évros.